# Georges Camby
Georges Félix Camby (Halle, 3 maart 1912 - 29 oktober 1991) was een Belgisch volksvertegenwoordiger, senator en advocaat.

## Levensloop
Camby, zoon van de spoorwegarbeider Emile Camby en de arbeidster Rosalie Dauwens, volgde lager onderwijs in Halle en liep middelbare school in het Brusselse Vorst. Daarna studeerde hij rechten aan de ULB, waar hij in 1941 het diploma van doctor in de rechten behaalde. Hij schreef zich als advocaat in aan de Balie van Nijvel, een beroep dat hij uitoefende tot aan zijn pensioen in 1977.
Hij werd politiek actief voor de socialistische partij en werd in 1946 verkozen tot gemeenteraadslid van Tubeke, waar hij van 1947 tot 1964 schepen van Openbaar Onderwijs was. 
Van 1951 tot 1954 zetelde Camby voor het arrondissement Nijvel in de Kamer van volksvertegenwoordigers, als opvolger van de overleden Gaston Baccus. In 1954 stapte hij over naar de Senaat. Tot 1961 zetelde hij er als provinciaal senator gekozen door de provincie Brabant en van 1961 tot 1965 was hij rechtstreeks gekozen senator voor het arrondissement Nijvel. Bij de verkiezingen van 1965 was hij om gezondheidsredenen geen kandidaat meer, waarna hij de politiek verliet. Camby was een actief parlementslid die lid was in de commissie Middenstand en Justitie en zich bezighield met grondwettelijke dossiers, justitie en lokale kwesties, zoals de verdediging van de belangen van de Waals-Brabantse industrieën. 